# Estádio da Luz

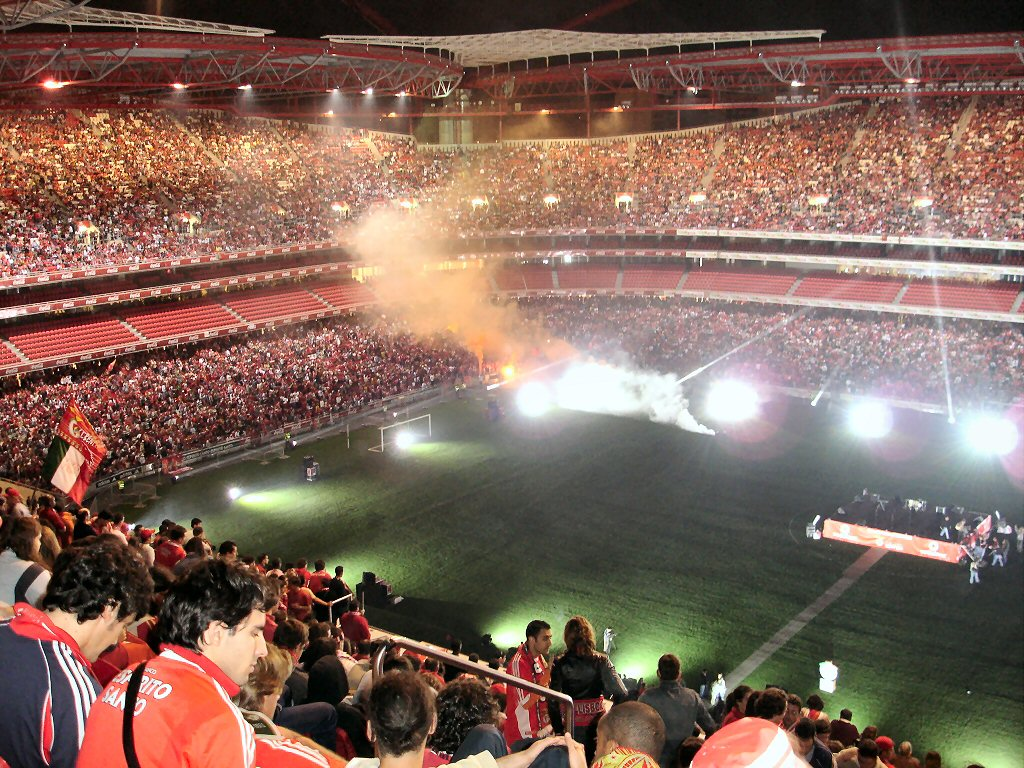
binnen het Estádio da Luz

Het Estádio da Luz (Stadion van het Licht) is een voetbalstadion in Lissabon, met Benfica als vaste bespeler. 'Luz' betekent inderdaad 'Licht', maar refereert ook aan de naam van de belangrijkste straat in de buurt: "Estrada da Luz".
Het stadion werd geopend in 1954 en vrijwel geheel opnieuw gebouwd voor het Europees kampioenschap voetbal mannen van 2004. Thans heeft het een capaciteit van 66.147 toeschouwers.
In 2014 was het stadion het toneel van de Champions League-finale. Ook in 2020 is dit stadion het toneel van de finale. Deze zou eigenlijk in Istanboel worden gespeeld in mei van dat jaar, maar moest vanwege de coronapandemie die dat jaar uitbrak worden uitgesteld tot augustus en omdat alle wedstrijden vanwege deze pandemie in Lissabon werden gespeeld, werd de finale verplaatst naar dit stadion.

## Belangrijke wedstrijden
- Finale Europees kampioenschap voetbal 2004: Portugal – Griekenland 0–1
- Finale UEFA Champions League 2014: Real Madrid CF – Atlético Madrid 4–1 (n.v.)
- Finale UEFA Champions League 2020: Paris Saint-Germain - Bayern München 0-1

Estádio Cidade de Coimbra (Académica Coimbra) ·
Estádio Municipal de Arouca (FC Arouca) ·
Estádio do Restelo (CF Os Belenenses) ·
Estádio da Luz (SL Benfica) ·
Estádio Municipal de Braga (SC Braga) ·
Estádio António Coimbra da Mota (GD Estoril-Praia) ·
Estádio Cidade de Barcelos (Gil Vicente FC) ·
Estádio dos Barreiros (CS Marítimo) ·
Estádio da Madeira (CD Nacional) ·
Estádio José Arcanjo (SC Olhanense) ·
Estádio da Mata Real (FC Paços de Ferreira) ·
Estádio do Dragão (FC Porto) ·
Estádio do Rio Ave FC (Rio Ave FC) ·
Estádio José Alvalade (Sporting Lissabon) ·
Estádio D. Afonso Henriques (Vitória SC) ·
Estádio do Bonfim (Vitória FC)
Estádio do Fontelo (Académico de Viseu FC) ·
Estádio da Tapadinha (Atlético Clube de Portugal) ·
Estádio Municipal de Aveiro (SC Beira-Mar) ·
Estádio da Tapadinha (SL Benfica B) ·
Estádio 1º de Maio (SC Braga B) ·
Estádio Municipal de Chaves (Grupo Desportivo de Chaves) ·
Estádio do CD das Aves (CD Aves) ·
Estádio de São Luís (SC Farense) ·
Estádio Marcolino de Castro (CD Feirense) ·
Estádio do Mar (Leixões SC) ·
Campo da Imaculada Conceição (CS Marítimo B) ·
Parque Joaquim de Almeida Freitas (Moreirense FC) ·
Estádio Carlos Osório (União Oliveirense) ·
Estádio Municipal 25 de Abril (FC Penafiel) ·
Estádio Municipal de Portimão (Portimonense SC) ·
Estádio Dr. Jorge Sampaio (FC Porto B) ·
Estádio de São Miguel (CD Santa Clara) ·
Estádio José Alvalade (Sporting Lissabon B) ·
Complexo Desportivo da Covilhã (Sporting Covilhã) ·
Estádio João Cardoso (CD Tondela) ·
Estádio do Clube Desportivo Trofense (CD Trofense) ·
Estádio da Madeira (CF União)